# Offensive du Donbass (juillet 1943)
Pour les articles homonymes, voir Bataille du Donbass.
Front de l'Est de la Seconde Guerre mondiale
Batailles
Front de l’Est

Prémices :
- Campagne de Pologne
- Guerre d’Hiver

Guerre germano-soviétique :
- 1941 : L'invasion de l'URSS

- Opération Barbarossa

Front nord : 
- Guerre de Continuation
- Opération Silberfuchs
- Siège de Léningrad

Front central : 
- 2e bataille de Brest-Litovsk
- Bataille de Białystok–Minsk
- 1re bataille de Smolensk
- Bataille de Kiev

Front sud : 
- Siège d'Odessa
- Campagne de Crimée

- 1941-1942 : La contre-offensive soviétique

Front nord : 
- Poche de Demiansk
- Poche de Kholm

Front central : 
- Bataille de Moscou

Front sud : 
- Seconde bataille de Kharkov

- 1942-1943 : De Fall Blau à 3e Kharkov

Front nord : 
- Offensive de Siniavino
- Opération Iskra
- Bataille de Krasny Bor
- Opération Poliarnaïa Zvezda

Front central : 
- Opération Mars

Front sud : 
- Bataille du Caucase (opération Fall Blau)
- Bataille de Stalingrad
- Opération Uranus
- Opération Saturne
- Offensive d'Ostrogojsk-Rossoch
- Offensive de Voronej-Kastornoe
- Opération Gallop
- Opération Étoile
- Troisième bataille de Kharkov

- 1943-1944 : Libération de l'Ukraine et de la Biélorussie

Front central : 
- 2e bataille de Smolensk
- Opération Bagration

Front sud : 
- Bataille de Koursk
- Bataille du Dniepr
- Offensive Dniepr-Carpates
- Offensive de Crimée
- Offensive de Lvov-Sandomir

- 1944-1945 : Campagnes d'Europe centrale et d'Allemagne

Allemagne : 
- Offensive Vistule-Oder
- Offensive de Poméranie orientale
- Siège de Breslau
- Offensive de Prusse-Orientale
- Bataille de Königsberg
- Bataille de Seelow
- Bataille de Bautzen
- Bataille de Berlin
- Capitulation allemande

Front nord et Finlande : 
- Guerre de Laponie
- Offensive Leningrad-Novgorod
- Bataille de Narva

Europe orientale : 
- Opération Margarethe
- Insurrection de Varsovie
- Soulèvement national slovaque
- Opération Panzerfaust
- Bataille de Budapest
- Opération Frühlingserwachen
- Offensive de Vienne
- Insurrection de Prague
- Offensive de Prague
- Bataille de Slivice

Front d’Europe de l’Ouest

Campagnes d'Afrique, du Moyen-Orient et de Méditerranée

Bataille de l’Atlantique

Guerre du Pacifique

Guerre sino-japonaise

Théâtre américain
L'offensive stratégique du Donbass de juillet 1943 est une campagne militaire menée dans le bassin du Donets du 17 juillet au 2 août 1943, opposant les forces armées allemandes et soviétiques sur le front oriental de la Seconde Guerre mondiale. Les Allemands ont contenu l'offensive soviétique dans sa partie nord après des gains initiaux et ont repoussé la partie sud à son point de départ.

## La bataille

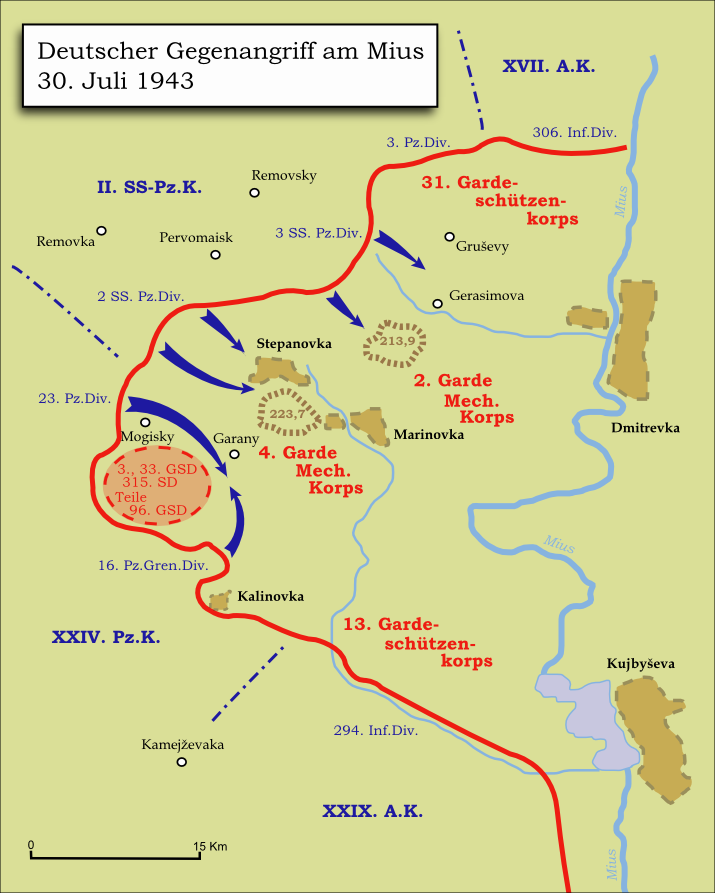
Contre-attaque allemande le 30 juillet.

En juillet 1943, alors que la bataille de Koursk fait rage au nord, deux armées allemandes du groupe d'armées sud dans le bassin du Donets affrontent deux groupes d'armées soviétiques sur un front de 660 kilomètres. La Stavka lance deux offensives le 17 juillet dans le bassin du Donets, impliquant 474 220 hommes et 1 864 chars et canons d'assaut. L'offensive Izioum-Barvenkovo (en) contre la 1re Panzerarme se compose de 202 430 soldats soviétiques ainsi que de 1 109 chars et canons d'assaut. Le soutien aérien est fourni par la 17e armée aérienne (en). Les Soviétiques établirent des têtes de pont à plusieurs kilomètres de profondeur mais furent stoppés par une contre-offensive allemande menée par deux Panzerdivisions. Au bout de dix jours, les Soviétiques annulent l'opération, après la perte de 38 690 hommes.
L'offensive Mious voit le déploiement de 271 790 hommes avec 737 chars et canons d'assaut au sein de quatre armées de campagne ainsi que la 8e armée aérienne (en) contre les 11 divisions fortement en sous-effectifs de la 6e armée allemande. Les Soviétiques réalisent une percée de 15 kilomètres de profondeur et de 20 kilomètres de large, alarmant le haut commandement allemand. Après l'intervention initiale d'Adolf Hitler pour retarder le mouvement des renforts allemands, une contre-offensive déployant 258 chars opérationnels dans cinq divisions Panzer et Panzergrenadier, dont les divisions SS Das Reich et Totenkopf, est lancée le 30 juillet. La contre-attaque allemande est soutenue par le 4e corps aérien de la Luftwaffe, fournissant un appui aérien rapproché et une interdiction aérienne contre l'Armée rouge. L'attaque remporte un succès immédiat, encerclant cinq divisions soviétiques le deuxième jour. Une déroute confuse et générale des armées soviétiques vers le Mious s'ensuivit. Le 2 août, les Allemands atteignent le Mious à Dmytrivka, reprenant leurs positions après avoir infligé au moins 61 070 victimes aux Soviétiques, dont 15 303 répertoriés comme tués ou disparus. Les pertes soviétiques réelles s'avéreront bien plus élevées, car la 6e armée fera 17 762 prisonniers, dépassant le nombre total des tués et disparus.
Sur le plan opérationnel, les Allemands ont arrêté les attaques de deux groupes d'armées soviétiques dans leur élan et ont infligé au moins 99 760 victimes à l'Armée rouge, tout en perdant eux-mêmes plus de 21 369 hommes. Stratégiquement, l'Armée rouge échoua dans ses objectifs mais obtint un succès indirect en forçant le transfert des forces blindées allemandes du saillant de Koursk, préparant le terrain pour l'opération Rumyantsev, l'attaque soviétique sur Kharkov, lancée le 3 août. Les Allemands ont été contraints une fois de plus de redéployer leurs divisions mécanisées les plus aptes au combat pour contenir cette menace plus immédiate, que les Soviétiques ont exploitée en lançant une offensive réussie dans la région du Donets le 13 août, déployant 1 053 000 hommes.